# Rose Depecker
Rose Depecker (également appelée Madame Gentil, de son nom d'épouse, Depecker-Gentil ou Gentil-Depecker) est une pianiste, compositrice et pédagogue française née le 7 juin 1869 à Paris 10e et morte le 22 septembre 1919 à Paris 9e.

## Biographie
Rose Depecker entre très jeune au Conservatoire de Paris et obtient dès 1879 une première médaille de solfège, ainsi qu'une première médaille de piano préparatoire en 1882. Elle réalise ensuite un parcours complet au sein de l'établissement, en étant l'élève de Bazille pour l'accompagnement (1er prix en 1887), de Lenepveu pour l'harmonie (1er prix en 1887), de Le Couppey puis Duvernoy pour le piano (1er prix en 1888), et de Guiraud pour la composition (1er prix de contrepoint et fugue en 1892). 
À l'issue de sa scolarité, elle est professeure de piano et devient une interprète recherchée, comme soliste ou partenaire de musique de chambre.  
Elle est aussi la dédicataire de plusieurs partitions, de Benjamin Godard, Théodore Dubois, Cécile Chaminade, Georges Alary, ou encore Claude Debussy, qui lui dédie sa Valse romantique.  
En 1894 elle est décorée des Palmes académiques en tant qu'officier d'académie et épouse quelques années plus tard l'explorateur et administrateur colonial Émile Gentil, le 26 octobre 1898.  
À la suite de la mort de son mari en 1914 elle reprend son activité de concertiste, qu'elle avait mise en sommeil, et se produit de nouveau en musique de chambre ou en soliste avec l'orchestre Lamoureux-Colonne, l'orchestre de la Société des Concerts du Conservatoire ou les Concerts Pasdeloup.   
À son décès elle est inhumée au cimetière du Père-Lachaise auprès de son défunt mari.  
Comme compositrice, outre ses travaux d'étudiante au Conservatoire (ont par exemple été publiées ses réalisations en harmonie d'une basse donnée et d'un chant donné, ainsi que d'une fugue à 4 parties), sont conservées à la Bibliothèque nationale de France deux mélodies pour voix et piano parues chez Enoch vers 1895.

## Œuvres
- Rêveuse, mélodie pour ténor (ou soprano) et piano sur une poésie d'Édouard Guinand[19]
- Crysalide, mélodie pour ténor (ou soprano) et piano sur une poésie d'Édouard Guinand[20]

## Décoration
- Officier d'académie (1894)